# John Cox (basket-ball)
Pour les articles homonymes, voir Cox et John Cox.
John Cox est un joueur professionnel américano-vénézuélien de basket-ball, né le 6 juillet 1981 à Caracas (Venezuela). Il mesure 1,94 m. Il est le cousin de Kobe Bryant, le célèbre joueur des Lakers de Los Angeles.

## Biographie
Le 15 avril 2017, il rejoint l'Élan béarnais.
Le 29 juillet, il quitte la France pour l'Allemagne où il signe chez le Medi Bayreuth
Le 30 septembre 2018, alors qu'il a pensé à arrêter sa carrière, il revient à Nancy qui évolue en Pro B.
Cox a représenté le Venezuela à l'international à plusieurs reprises. Il a joué pour l'équipe au Tournoi mondial de qualification olympique FIBA 2012 et aux Jeux panaméricains 2015. Il joué au Championnat FIBA Amériques 2015, où il faisait partie du premier titre intercontinental du Venezuela. Il a également joué aux Jeux olympiques d'été de 2016. Il a été le meilleur marqueur de l'AmeriCup FIBA 2017.

### Vie privée
Cox est né au Venezuela de parents américains, au moment de sa naissance, son père John "Chubby" Cox jouait au basket-ball au Venezuela. Son père a également joué pour les Washington Bullets de la National Basketball Association (NBA). Il est également le cousin de Kobe Bryant le célèbre joueur des Lakers de Los Angeles. John et Chubby ont atteint la finale de la LPB, l'un des six couples père-fils qui ont réussi à le faire au Venezuela.

## Universitaire
- 2000 - 2005 :  Université de San Francisco (NCAA 1)

## Professionnel
- 2005 - 2006 :  Élan sportif chalonnais (Pro A)
- 2006 - 2008 :  Saint Thomas Basket Le Havre (Pro A)
- 2008 - 2010 :  Stade Lorrain Université Club Nancy Basket (Pro A)
- 2010 - 2012 :  Saint Thomas Basket Le Havre (Pro A)
- 2012 - 2013 :  Paris-Levallois Basket (Pro A)
- 2013 - 2014 :  Cholet Basket (Pro A)
- 2014 - 2015 :  Saint Thomas Basket Le Havre (Pro A)
- 2015 - 2016 :  Bucaneros de La Guaira (LPB)
- 2017 :  Élan béarnais Pau-Lacq-Orthez (Pro A)
- 2017 - 2018 :  Medi Bayreuth (Basketball Bundesliga)
- depuis 2018 :  Stade Lorrain Université Club Nancy Basket (Pro B)